# SimpliTV
SimpliTV est la marque de la plate-forme autrichienne DVB-T2 lancée le 15 avril 2013, qui est initialement destinée à compléter et, à terme, à remplacer l'ancienne norme DVB-T.
Le fournisseur est simpli services GmbH & Co KG, une filiale d'ORS, détenue à 60% par ORF et à 40% par Medicur Sendeanlagen GmbH, qui fait partie du groupe Raiffeisen. Des appareils compatibles DVB-T2 sont nécessaires pour la réception comme un appareil compatible DVB-T2 avec prise en charge d'un module d'interface commune pour recevoir les programmes cryptés, mais CI + pour certains programmes HD. Il s'agit du cryptage Irdeto Cardless, ce qui signifie que le décryptage s'effectue sans carte à puce.
La filiale ORS a l'intention d'augmenter la part de marché de la transmission hertzienne, qui est déjà de 50% en Europe, en Autriche à plus de 10%. La portée technique des signaux de l'émetteur est de 90%.

## Situation du marché et modèle économique
L'ORS entend accroître l'attractivité de la réception de la télévision terrestre sur le long terme grâce à l'utilisation de la DVB-T2. Depuis l'introduction de la télévision numérique par satellite (en particulier les radiodiffuseurs autrichiens vers 2000), la part de marché de la télévision terrestre est passée de 40% à seulement 5% environ en 2010. Outre la stagnation des parts de marché de la « télévision primaire », les causes sont notamment le nombre limité de programmes, les pénuries de fréquences dues au dividende numérique, la pression des coûts sur les diffuseurs et la demande de cryptage de base. Avec la conversion du Multiplex B, la part de marché dans toute l'Autriche se consolida à 6% d'ici 2012, tandis que l'ORS spécifie un objectif de 10 à 12% vers 2018.
Le modèle économique de SimpliTV est basé sur des chaînes de diffusion telles que RTL Group, ProSiebenSat.1 Media entre autres, diverses options de diffusion cofinancée par les utilisateurs, dont les coûts sont plus élevés pour les diffuseurs terrestres que pour les autres chaînes de réception. L'absence de cette option en Allemagne, par exemple, conduisit RTL Group à se retirer temporairement de ce canal de distribution.

## Offre de programme
Avec la diffusion DVB-T conventionnelle, 30 à 40 programmes autrichiens et internationaux sont disponibles selon les régions. Le produit démarre avec seulement trois canaux UHF (Muxe D, E et F) dans la norme DVB-T2 en avril 2013.
Dans les régions converties, le multiplex «Mux B» est repris par SimpliTV et converti en méthode DVB-T2. Jusqu'à 15 programmes en qualité HD sont disponibles dans ces zones (selon l'emplacement). Presque tous les programmes de télévision DVB-T2 (en résolution standard et HD) sont cryptés, mais les télétextes de tous les programmes ne sont pas codés. Les programmes DVB-T précédents en définition standard (SD) et le seul programme radio (Mux F) peuvent encore être reçus en clair.
De plus, à l'exception du programme radio, toutes les pistes audio sont transmises en Dolby Digital Plus. Les offres HbbTV de Das Erste, ZDF, ProSieben, Sat.1, arte et ORF (dans tous les programmes) sont également disponibles.
Après une inscription gratuite ou une activation gratuite avec seulement quelques données personnelles, l'offre SimpliTV comprend tous les programmes autrichiens importants (ORF 1, ORF 2 et ServusTV depuis le début et en HD et depuis le passage de Mux B également ORF III, ATV, 3sat et ORF Sport + (tous en HD) ainsi que Puls 4 et ATV2). Cela permet également d'autres programmes dans les multiplex locaux. Cependant, les appareils d'importation ne peuvent décrypter les programmes DVB-T2 que si le module associé est pris en charge, sinon ils peuvent afficher uniquement ORF 1, ORF 2 et ATV ainsi que les chaînes régionales non cryptées telles que Ländle TV dans le Vorarlberg. Un abonnement payant (paiement mensuel ou annuel) est requis pour les programmes étrangers restants de simpliTV. Jusqu'à trois appareils peuvent être utilisés par abonnement.
À l'automne 2014, les zones desservies sont élargies et la gamme de programmes élargie tous les six mois en convertissant le Mux B de DVB-T en DVB-T2. Cela commence par la Carinthie et l'est du Tyrol le 21 octobre 2014. Les Länder du Vorarlberg et du Tyrol sont convertis le 5 mai 2015, la Styrie et le sud du Burgenland le 20 octobre 2015. Le 19 avril 2016, les régions de Haute-Autriche et de Salzbourg sont converties. Vienne, la Basse-Autriche et le nord du Burgenland Nord suivent le 27 octobre 2016.

## Chaînes de télévision
- Gratuit après avoir enregistré un récepteur ou un module DVB-T2 certifié SimpliTV en HD
  - ORF 1 HD
  - ORF 2 HD
  - ServusTV Österreich HD
  - ORF III HD
  - ORF SPORT + HD
  - ATV HD
  - 3sat HD
- Gratuit après avoir enregistré un récepteur ou un module DVB-T2 certifié SimpliTV en SD
  - Puls 4
  - RTL Austria
- Gratuit avec un récepteur DVB-T2 standard en SD
  - ORF 1
  - ORF 2 Wien
  - ATV2
  - Des chaînes régionales
- Abonnement payant
  - en HD
    - Das Erste
    - ProSieben Austria
    - RTL HD Austria
    - Sat.1 Österreich
    - VOX HD Austria
    - ZDF
    - Puls 4
    - Bayerischer Rundfunk
    - ZDFneo
    - Arte

  - en SD
    - Arte
    - Bayerischer Rundfunk Süd
    - SRF 1
    - SRF zwei
    - CNN International
    - Deluxe Music
    - Disney Channel
    - DMAX Austria
    - Eurosport
    - Kabel eins Austria
    - KiKA
    - n-tv
    - Nickelodeon Austria
    - Phoenix
    - Playboy TV
    - RTL II
    - RTL Nitro
    - Sport1
    - Super RTL
    - sixx Austria
    - ZDFneo
    - Sat.1 Gold